# Episodi di Bosch: l'eredità (seconda stagione)
La seconda stagione della serie televisiva Bosch: l'eredità, composta da 10 episodi, pubblicata in tutto il mondo settimanalmente su Amazon Freevee dal 20 ottobre al 10 novembre 2023.
In Italia è stata pubblicata dalla piattaforma streaming Amazon Prime sempre dal 20 ottobre al 10 novembre 2023.
| nº | Titolo originale               | Titolo italiano      | Pubblicazione    |
| -- | ------------------------------ | -------------------- | ---------------- |
| 1  | The Lady Vanishes              | La ragazza scompare  | 20 ottobre 2023  |
| 2  | Zzyzx                          | Zzyzx                | 20 ottobre 2023  |
| 3  | Inside Man                     | La talpa             | 20 ottobre 2023  |
| 4  | Musso & Frank                  | Musso & Frank        | 20 ottobre 2023  |
| 5  | Hollywood Forever              | Hollywood nei secoli | 27 ottobre 2023  |
| 6  | Dos Matadores                  | Dos Matadores        | 27 ottobre 2023  |
| 7  | I Miss Vin Scully              | Mi manca Vin Scully  | 3 novembre 2023  |
| 8  | Seventy-Four Degrees in Belize | 23 gradi in Belize   | 3 novembre 2023  |
| 9  | Escape Plan                    | Piano di fuga        | 10 novembre 2023 |
| 10 | A Step Ahead                   | Un passo avanti      | 10 novembre 2023 |

## La ragazza scompare
- Titolo originale: The Lady Vanishes
- Diretto da: Sharat Raju
- Scritto da: Tom Bernardo

### Trama
Bosch è fortemente angosciato per la scomparsa di Maddie e il modo, a suo parere approssimativo, con cui il LAPD sta conducendo le ricerche non contribuisce a tranquillizzarlo. Il caso è affidato allo storico partner Edgar che, in tandem con Reina, ricostruisce le indagini condotte da Maddie sul "taglia zanzariere". Bosch smania per partecipare alle indagini, ma il suo status di detective privato gli preclude ogni possibile appiglio. Mo individua una chiamata non identificata che Maddie ha ricevuto da un telefono usa e getta. Honey ricorda di aver visto un uomo osservare la casa di Maddie, fornendo il possibile identikit alla polizia.
Passato a casa dell'ispettore comunale Kurt Dockweiler, Edgar si insospettisce nel trovare parecchi mozziconi di sigaretta, rammentando che tra le peculiarità del "taglia zanzariere" c'è il forte odore di fumo. L'identikit di Honey combacia con Dockweiler. Bosch insiste per recarsi dall'uomo prima dei poliziotti, ma Dockweiler riesce a fuggire senza essere visto e si costituisce alla centrale di Hollywood. Dockweiler indicherà il luogo in cui ha sequestrato Maddie solamente dopo aver parlato con il suo avvocato, assumendosi la piena responsabilità degli stupri commessi. Maddie è stata portata in un imprecisato punto del deserto, con il pick-up parcheggiato.
- Special guest star: Jamie Hector (Jerry Edgar).
- Guest star: David Denman (Kurt Dockweiler), Cynthia Kaye McWilliams (Detective Bennett), Scott Klace (Sergente John Mankiewicz), Jacqueline Pinol (Detective Julia Espinosa), David Marciano (Detective Brad Conniff).
- Altri interpreti: Jared Shipley (Detective Ernie Munger), Janet Song (artista), Mark Atteberry (Detective Pete Fusco), James Read (Capitano Rick Seals), Manny Streetz Guevara (specialista delle impronte), Reuben Uy (Ufficiale John Enochty), Austin Spacy (autista).

## Zzyzx
- Titolo originale: Zzyzx
- Diretto da: Sharat Raju
- Scritto da: Tom Bernardo

### Trama
James Rafferty, l'avvocato di Dockweiler, comunica che il suo cliente pretende la piena immunità. Quando Mo accede ai dati di Dockweiler sul cloud, scatta l'invio alla polizia di un live stream di Maddie direttamente dal luogo in cui è intrappolata. Bosch si introduce nella sala interrogatori della centrale di Hollywood per minacciare Dockweiler, venendo fermato da Edgar prima che possa mettersi nei guai. Honey scopre che l'avvocato Rafferty non soltanto non è losangelino, ma non esercita da almeno dieci anni. Consapevole di essere ripresa, Maddie incide le coordinate di un aeroporto militare nelle vicinanze del luogo in cui presumibilmente si trova.
Spiando nella valigetta di Rafferty, Bosch apprende che Dockweiler è stato adottato ed era cresciuto in una setta, l'Ordine della Tranquillità, nell'area non incorporata di Zzyzx. Dockweiler spiega a Edgar di essersi assicurato che Maddie avesse aria e acqua sufficienti il tempo necessario affinché fosse trovata. Bosch ed Honey si recano nel deserto, rintracciando il computer da cui partiva lo stream. Attraverso l'indizio fornito da Dockweiler a Edgar, Bosch capisce che la figlia è stata sepolta e, osservando con il binocolo da un punto elevato, scorge il tubo dell'aria. Precipitatosi con un badile, Bosch riesce a liberare Maddie.
- Special guest star: Jamie Hector (Jerry Edgar).
- Guest star: David Denman (Kurt Dockweiler), Bruce Davison (James Rafferty),  Troy Evans (Stanlio), Gregory Scott Cummins (Ollio), Scott Klace (Sergente John Mankiewicz), Jim Holmes (Emmett Archer).
- Altri interpreti: Anthony Gonzales (Rico Perez), James Read (Capitano Rick Seals), Reuben Uy (Ufficiale John Enochty), Cora Welliver (Sam la dogsitter).

## La talpa
- Titolo originale: Inside Man
- Diretto da: Patrick Cady
- Scritto da: Naomi Iizuka

### Trama
Sono passati quattro mesi dal suo sequestro e Maddie, alla faticosa ricerca di un equilibrio psicologico, spera di tornare al lavoro in strada. Due agenti federali preannunciano a Honey che dovrà riferire al grand jury in merito alla morte di Carl Rogers. Bosch allerta Stanlio e Ollio, in quanto coinvolti nella vicenda, di stare all'erta. Honey è assunta da David Foster, un suo vecchio cliente accusato dell'omicidio di Lexi Parks, assistente del sindaco di West Hollywood. Bosch informa Honey di aver avvistato il suo assistente Matthew Ramirez parlare con i federali. Per vincolare Bosch al segreto professionale, Honey lo incarica di occuparsi della difesa di Foster.
D'intesa con Bosch, Honey inizia a trasmettere false informazioni a Matthew per depistarlo. I federali consegnano una convocazione per il grand jury anche a Bosch, ben sapendo che sono stati lui e il suo team improvvisato a far esplodere l'oleodotto di Rogers. Honey si fa dire da Foster il nome del suo alibi, lo spacciatore James Allen, di cui hanno assoluto bisogno perché l'accusa ha in mano tracce del suo dna sul corpo della vittima. Bosch spiega a Maddie di essere determinato a trovare il vero colpevole dell'omicidio di Lexi Parks perché pensa che al posto della vittima avrebbe potuto esserci lei.
- Guest star: Max Martini (Detective Don Ellis), David Moses (Marty Rose),  Troy Evans (Stanlio), Gregory Scott Cummins (Ollio), Vincent Laresca (Agente Lucas Jones), Guy Wilson (Detective Kevin Long), Rafael Cabrera (Vince Harrick), Anthony Michael Hall (Agente William Baron), Patrick Brennan (David Foster), Jolene Kay (Agente Sylvia James), Ricardo Molina (estraneo affascinante), Sal Landi (Massimo).
- Altri interpreti: Anthony Gonzales (Rico Peres), Danielle Larracuente (Paulina Calderon), Alex Loynaz (Matthew Ramirez), Guy Garner (Giudice Simon Newland), Chet Grissom (cliente), Eddie Yu (Detective Brad Landreth), Kim Pettiford (Lexi Parks), Shawn Vaughn (Andre), Ty Trumbo (James Allen), Josh Breslow (Matt/John), Terryn Westbrook (Louise Foster), Fred Mata (Detective Joe Marbury), Julia Rose (Tina Cooper), Chieko Hidaka (proprietaria della boutique), Jakki Jandrell (Bobsey Twins Ashley), Eric Satterberg (proprietario di casa), Amielynn Abellera (vicina), Angelo Pagán (Detective Alton Duran), Reuben Uy (Ufficiale John Enochty), Alex Castillo (Detective Gene Santana).

## Musso & Frank
- Titolo originale: Musso & Frank
- Diretto da: Tawnia McKiernan
- Scritto da: Osokwe Vasquez

### Trama
Honey è tenuta d'occhio da Don Ellis e Kevin Long, due detective corrotti, che iniziano a indagare su Bosch dopo averlo visto a tavola con l'avvocata. James Allen è stato trovato morto in un vicolo. Maddie accetta di entrare nella CRU (Civilian Response Unit), dove lavorerà nuovamente con Reina. La ragazza sta cercando di riprendere in mano la propria vita e vende la casa in cui è stata rapita da Dockweiler per trovare un'altra sistemazione. Preoccupato che la figlia stia correndo troppo, Bosch apprende dal Sergente Mankiewicz del suo nuovo incarico alla CRU, di cui non gli ha detto nulla.
Ellis e Long fermano Honey per un controllo stradale pretestuoso, arrestandola quando rifiuta di sottoporsi all'etilometro e impossessandosi del fascicolo su Foster. Quest'ultimo rivela a Bosch che Allen era il suo amante, tenuto nascosto per non perdere la famiglia. Liberata dopo aver trascorso la notte in guardiola, Honey si accorge che la sua automobile è stata aperta e il fascicolo di Foster spostato. I federali sono alla ricerca di prove che dimostrino il collegamento di Bosch ed Honey alla scena del crimine di Rogers, esaminando con attenzione la presenza del detective a casa dell'avvocata il giorno dell'omicidio.
- Guest star: Max Martini (Detective Don Ellis), David Moses (Marty Rose), Jacqueline Obradors (Detective Christina Vega), Scott Klace (Sergente John Mankiewicz), Vincent Laresca (Agente Lucas Jones), Guy Wilson (Detective Kevin Long), Patrick Brennan (David Foster), DaJuan Johnson (Detective Rondell Pierce), Deji LaRay (Sergente Julius Edgewood), Jolene Kay (Agente Sylvia James), Lakin Valdez (Raul Arraya), Bogdan Yasinski (Lev Ivanovich).
- Altri interpreti: Anthony Gonzales (Rico Perez), Danielle Larracuente (Paulina Calderon), Alex Loynaz (Matthew Ramirez), Len Cordova (Dottor Miguel Estevez), Erika Ringor (Geisy Morales), Kim Pettiford (Lexi Parks), Joanna Strapp (Jordynne Allen), Tyra Colar (agente immobiliare), Brian DeRozan (addetto dell'ospedale psichiatrico), Dani Woodson (donna ubriaca).

## Hollywood nei secoli
- Titolo originale: Hollywood Forever
- Diretto da: Leslie Libman
- Scritto da: Chris Wu

### Trama
Spacciandosi per un papabile acquirente, Bosch ispeziona la casa di Lexi Parks, scontrandosi con il vedovo Vince Harrick che lavora per lo sceriffo e non gradisce la sua presenza. Mo partecipa a una conferenza di hacker, sfidando a poker una collega di nome Jade Quinn. Mo vorrebbe approfondire la conoscenza di Jade, venendo sfidato ad hackerarla per avere il suo numero. Maddie prende parte alla prima operazione della CRU, girando in incognito con Reina per Hollywood Boulevard. Quella stessa sera parla del nuovo incarico al padre che, non nascondendo l'amarezza di averlo saputo da altri, si congratula perché non è usuale per una recluta entrare nel CRU.
Maddie riesce a catturare un borseggiatore, ma Reina è preoccupata perché ha notato un eccesso di irruenza da parte della collega. Reina invita Maddie a casa sua, cogliendo l'occasione per ammonirla a non perdere mai il controllo. Bosch viene a sapere dal giornalista Scott Anderson che l'FBI sta indagando sulla morte di Simon Wakefield, facendo sentire al detective e ad Honey ancora di più il fiato sul collo. Matthew informa gli agenti che Honey gli ha chiesto di distruggere le prove relative al caso Foster. Il proprietario dell'oleodotto esploso riconosce Bosch.
- Guest star: Max Martini (Detective Don Ellis), Jessica Camacho (Jade Quinn), Vincent Laresca (Agente Lucas Jones), Eric Ladin (Scott Anderson), Guy Wilson (Detective Kevin Long), Jolene Kay (Agente Sylvia James), Rafael Cabrera (Vince Harrick), Troy Blendell (E. Edwards Wilson).
- Altri interpreti: Anthony Gonzales (Rico Perez), Alex Loynaz (Matthew Ramirez), Heng Theng (Peter Nguyen), Thom Tran (Paul Ngueyen), Jakki Jandrell (Bobsey Twins Ashley), Julie Burrise (Bobsey Twins Annie), Alex Castillo (Detective Gene Santana), Angelo Pagán (Detective Alton Duran), Cameo Sherrel (Tiana Mitchell), Raff Anoushian (Leo Aslan), Vladimir Versailles (Chuck), Jonathan Bray (Oscar Green), Adrian Bustamante (Ufficiale Franco Rodriguez), Moronai Kanekoa (Ufficiale Kai Morgan), Jermaine Alvarez Martin (Ufficiale Willie Ross), Sonia Iris Lozada (Janet Vasquez), Robert Santi (Tony Ku).

## Dos Matadores
- Titolo originale: Dos Matadores
- Diretto da: Alex Zakrzewski
- Scritto da: Emily Ragsdale

### Trama
Bosch ed Honey stanano Matthew, ricordandogli a chi deve essere fedele. Il giudice del caso Foster è convinto della sua colpevolezza, così vuole costringere le parti ad accordarsi per non calendarizzare alcuna udienza. Tenuta a comunicare l'offerta al cliente, Honey lo induce a rifiutarla. Bosch apprende da Pierce e Vega che James Allen vantava una lunga serie di reati, ma era sempre riuscito a farla franca grazie a un misterioso protettore. Maddie è indecisa se intervenire al processo contro Dockweiler oppure rilasciare una dichiarazione. Reina è preoccupata perché vede la partner assente. Jade chiede aiuto a Mo per hackerare la casa farmaceutica in cui lavora il suo ex fidanzato.
Dopo aver chiesto consiglio ad Honey, Maddie decide di parlare all'udienza di Dockweiler, raccontando il suo dramma e quanto la stia segnando a livello psicologico. L'aver affrontato a viso aperto il suo carnefice restituisce serenità a Maddie. Mo suggerisce a Bosch di vagliare le telefonate intercorse tra Vince Harrick e un'oreficeria, dove aveva in riparazione un orologio della moglie. Vedendolo uscire dall'oreficeria, Ellis e Long si preoccupano che Bosch si stia avvicinando troppo alla verità, così fanno irruzione nel negozio e uccidono i giovani proprietari, facendola sembrare una rapina.
- Guest star: Max Martini (Detective Don Ellis), David Denman (Kurt Dockweiler), Jessica Camacho (Jade Quinn), Jacqueline Obradors (Detective Christina Vega), DaJuan Johnson (Detective Rondell Pierce), Scott Klace (Sergente John Mankiewicz), Guy Wilson (Detective Kevin Long), Patrick Brennan (David Foster), Jim Holmes (Emmett Archer), Erin Chambers (Anna Keiser), Jeff Corbett (Giudice Ronald Baker), Michelle Lukiman (Preeda Saetang).
- Altri interpreti: Anthony Gonzales (Rico Perez), Alex Loynaz (Matthew Ramirez), Heng Theng (Peter Nguyen), Thom Tran (Paul Ngueyen), Eddie Yu (Brad Landreth), Guy Garner (Giudice Simon Newland), Shawn Vaughn (Andre), Terry Westbrook (Louise Foster), Frank Bond (Bryan Fetzer), Josh Breslow (Matt/The John), Ty Trumbo (James Allen), Patrick Day (George Schubert), Doreen Calderon (Sonia Benitez), Alex Elin Goyco (Ricardo Benitez), Brooke McCormick (Haley Holmes), Terra Strong Lyons (agente donna).

## Mi manca Vin Scully
- Titolo originale: I Miss Vin Scully
- Diretto da: Haifaa Al-Mansour
- Scritto da: Benjamin Pitts

### Trama
Ellis si introduce in casa di Bosch, scoprendo che Maddie è sua figlia. Bosch è convocato dai detective che indagano sull'omicidio dei fratelli orefici, avendo lasciato loro il suo biglietto da visita prima dell'irruzione degli assassini. Bosch si sente responsabile di aver condotto i criminali dagli orefici, iniziando ad adottare precauzioni perché sicuramente è seguito. Scott Anderson riceve una soffiata che Bosch ed Honey hanno deposto davanti al grand jury sull'omicidio di Rogers, preannunciando all'avvocata l'uscita del suo articolo l'indomani. Non volendo tornare al lavoro d'ufficio, Maddie nega di necessitare dell'assistenza psicologica e asserisce di aver ritrovato un equilibro.
Ellis e Long coinvolgono Maddie e la CRU in una retata anti-prostituzione. Nel frattempo, Bosch riceve conferma che sono proprio Ellis e Long gli "angeli custodi" di Allen, coloro che hanno insabbiato i suoi crimini. L'operazione della CRU va a buon fine ed Ellis cerca di conquistare la fiducia di Maddie. L'uscita dell'articolo di Anderson determina il ritiro di ben otto giurati, facendo pensare che dietro ci sia la mano della Pravda. Mo individua un rilevatore sotto la macchina di Bosch. Honey conferma che sono stati Ellis e Long ad arrestarla. Bosch e Mo trovano una cassaforte nell'oreficeria, contenente soldi e un cd-rom. Bosch nota che in tutta questa storia il due è un numero ricorrente.
- Guest star: Max Martini (Detective Don Ellis), Jessica Camacho (Jade Quinn), David Moses (Marty Rose), Vincent Laresca (Agente Lucas Jones), Scott Klace (Sergente John Mankiewicz), Guy Wilson (Detective Kevin Long), Jolene Kay (Agente Sylvia James), Anthony Michael Hall (Agente William Baron), Eric Ladin (Scott Anderson), Peter James Smith (editore del Los Angeles Times), Alejandro De Hoyos (store manager della gioielleria).
- Altri interpreti: Danielle Larracuente (Paulina Calderon), Alex Loynaz (Matthew Ramirez), Alex Castillo (Detective Gene Santana), Angelo Pagán (Detective Alton Duran), Maite Garcia (Dottoressa Carmen Aguilar), Erika Ringor (Geisy Morales), Thyme Lewis (Tenente Jack DeRay), Jermaine Alvarez Martin (Ufficiale Willie Ross), Adrian Bustamante (Ufficiale Franco Rodriguez), Moronai Kanekoa (Ufficiale Kai Morgan), Shawn Vaughn (Andre), Sue Zen Chew (Anchali), Malay Kim (Benny), Katia Gomez, Reg Basco Hernandez e Kathy Wu (giornalisti televisivi), Greg Paul (batterista), David Otis (sassofonista), Marlon Spears (bassista), Jonah Levine (trombettista), Brian Hargrove (tastierista).